# Велизарово
Велизарово (укр. Велізарове) — село, относится к Раздельнянскому району Одесской области Украины.
Население по переписи 2001 года составляло 176 человек. Почтовый индекс — 67403. Телефонный код — 4853. Занимает площадь 0,359 км². Код КОАТУУ — 5123985203.

## Местный совет
67420, Одесская область, Раздельнянский район, Старостинянский сельсовет.